# Pinguin Radio
Pinguin Radio is een Nederlandse online radio-omroep die voornamelijk alternatieve muziek draait. Het radiostation is opgericht door een aantal oud-medewerkers en luisteraars van Kink FM. Pinguin Radio startte met uitzenden op 1 oktober 2011 om 6 uur 's ochtends, 5½ uur na de laatste uitzending van Kink FM.
Overdag zijn er voornamelijk non-stop uitzendingen, in de avonduren zijn er ook blokken die gepresenteerd worden. De uitzending is vrij van reclameblokken. Inkomsten probeert men te genereren uit donaties van luisteraars, merchandising, internetreclame via de website en door zenduren te laten sponsoren door organisaties waaronder poppodia. De bestuurders ontvangen geen beloning voor hun diensten. Alle inkomsten uit sponsoring en donaties worden gebruikt voor de exploitatie van Pinguin Radio.
Volgens eigen statistieken had Pinguin Radio tegen het einde van 2011 dagelijks tussen de 10.000 en 12.000 luisteraars. In 2018 waren er maandelijks meer dan 400.000 unieke luisteraars. De bezetting van Pinguin Radio bestond in 2016 uit 8 vaste medewerkers en "een grote groep" vrijwilligers. Op 6 december 2018 kondigde de zender aan te stoppen met uitzenden via de kabel.
Pinguin Radio richt zich op verschillende stijlen, er zijn verschillende streams. Naast het hoofdkanaal Pinguin Radio (Indie), is er ook Pinguin Classics, Pinguin On The Rocks, Pinguin Pop, Pinguin Aardschok, Pinguin Pluche, Pinguin Blues, Pinguin Grooves, Pinguin Fiesta, Pinguin Vintage (muziek van 40 jaar en ouder), Pinguin World en Pinguin Showcase. Elke zender wordt gecureerd door een kenner van het genre.
Ook organiseert Pinguin Radio concerten. Drie keer is het festival Pinguins in Paradiso gevierd om inkomsten te genereren en jaarlijks is Pinguin Radio in Groningen voor het Pinguin Showcases-event tijdens Eurosonic Noorderslag. Een ander terugkerend fenomeen is het 30x20 Minuten Festival in Paradiso van de 2 Minuten Show. En het Q&A Festival in de Q-Factory.
Ook organiseert Pinguin Radio hun eigen Pinguin Showcases door het hele land waar opkomende bands kunnen spelen in verschillende zalen zoals Slachthuis (Haarlem), Discords (Nijmegen), De Drie Gezusters (Groningen), De Zwarte Ruiter (Den Haag), Popcentrale (Dordrecht), dB's (Utrecht), Hedon (Zwolle), Eddie’s MuziekLoodZ (Roermond), De Stulp (Renesse).

## Programma's
- Aardschok Radio: "Metal Mike" van Rijswijk, hoofdredacteur van Aardschok, presenteert wekelijks op vrijdagavond laat Aardschok Radio.
- Snob Radio: Ronny Borgsteede van de website Ondergewaardeerde Liedjes presenteert wekelijks op vrijdagavond om 20 uur het Snobuur met een breed scala aan Snobwaardige liedjes. Zie ook de Snob 2000 bij Hitlijsten hieronder.
- Concerto Radio wordt sinds 2013 elke vrijdag van 19 tot 20 uur uitgezonden. Vanuit de gelijknamige Amsterdamse platenzaak draaien medewerkers muziektips op lp en cd. Ook is er wekelijks livemuziek, met in de winkel opgenomen instores, gepresenteerd door Ruben Eg.
- De 2 Minuten Show. Op zondagavond presenteert Bas "Bazz" Barnasconi van Bazzookas/VanKatoen nieuw muzikaal talent. Luisteraars en fans kunnen 'klappen' op hun favoriete nummers. De top 3 wordt in de opvolgende week helemaal gedraaid.
- De Stationschef, uitgezonden tot in juni 2020. Een bevriende, prominente muziekliefhebber draait zijn favoriete muziek in een persoonlijk verhaal op zaterdagavond 19 uur.
- Sinds 2023 presenteert Rick Hovens op zondagochtend om 10 uur het programma Tender met aandacht voor (nieuwe) indiefolk, singer/songwriters, dreampop en rustige postrock. Dit programma maakte hij eerder bij Kink Indie, een opgeheven themakanaal van KINK (radiozender).
- Sinds april 2024 presenteert dj Tricky Dicky op woensdagavond om 20 uur het programma Radio Rodeo met muziek die je volgens hem niet of nauwelijks (nog) op de radio hoort.
- Daarnaast zijn er lang of kort lopende samenwerkingen met muziekbladen zoals Musicmaker en Heaven, met online muziek magazines zoals CHAOS, Never Mind The Hype en Dansende Beren, en met platenzaken zoals Discords uit Nijmegen, die wekelijks op verschillende avonden een uur lang de muziek op Pinguin Radio verzorgen. Ook zijn er diverse radioprogramma's in samenwerking met festivals zoals Zwarte Cross, Dauwpop, Lowlands, Paaspop, Sniester, Popronde, Misty Fields en nog veel meer.

## Hitlijsten

### Graadmeter
De wekelijkse hitlijst van Pinguin Radio is de Graadmeter. De lijst bevat 41 nummers, gelijk aan de Outlaw 41 van Kink FM. De lijstvolgorde wordt door de luisteraars bepaald. Iedereen kan elke dag een hit (en tip) omhoog stemmen en een hit (en tip) omlaag. Elke zondag worden de plus- en minstemmen opgeteld en het verschil wordt toegepast op de lijst van de vorige week. Luisteraars kunnen zelf ook een tip voor de Graadmeter aanleveren. De eerste uitzending was op 1 januari 2012.
De single van de week wordt op Pinguin Radio de IJsbreker genoemd. De hele week wordt dat nummer vaak gedraaid op Pinguin Radio en het is altijd de hoogste nieuwe binnenkomer in de Graadmeter.

### P75
Aan het eind van elk jaar wordt een lijst uitgezonden met de beste platen van dat jaar volgens de stemmen van de luisteraars. De eerste jaren heette deze hitlijst de Tombola en bestond hij uit 50 nummers. Vanaf 2016 heet de lijst P75 met, zoals de naam doet vermoeden, plaats voor 75 nummers.

### Top van de IJsberg
Sinds 2014 wordt jaarlijks op Tweede Paasdag de Top van de IJsberg uitgezonden; de 150 favoriete nummers aller tijdens volgens de luisteraars. Black van Pearl Jam stond al vijf keer bovenaan de IJsberg, A Forest van The Cure drie keer, Paranoid Android van Radiohead twee keer en Jubilee Street van Nick Cave & The Bad Seeds één keer.

### Snob 2000
De Snob 2000 is een initiatief van de website Ondergewaardeerde Liedjes (sinds 2011) met zogeheten ondergewaardeerde dan wel alternatieve liedjes die niet in de eindlijst van de Top 2000 van Radio 2 staan. Sinds 2017 wordt de lijst uitgezonden door Pinguin Radio van 18 t/m 31 december (dagelijks van 7 tot 19 uur en op 31 december van 7 uur tot middernacht).

### Vinyl 33
De Vinyl 33 is een wekelijkse hitlijst voor de werkelijke vinylverkopen in Nederland. De lijst wordt sinds 2 februari 2017 gepubliceerd door Record Store Day. Pinguin Radio zendt de lijst uit.

### Volkskrant Radio
Sinds oktober 2015 wordt Volkskrant Radio uitgezonden. De muziekredactie van de Volkskrant stelt een lijst samen van de "beste albums" van de maand. Elke eerste maandag van de maand worden de albums behandeld. Een dag later is het programma als podcast te beluisteren op de website van de Volkskrant.

### Rock&Metal Top 40
Via de hoofdzender Indie, werd tussen mei 2020 en mei 2021 de Rock&Metal Top 40 uitgezonden. Dit was een wekelijkse hitlijst van nieuwe Rock en Metal tracks, gerangschikt naar views op YouTube. Iedere week was er ook een MetalTip waarin bij voorkeur een Nederlandse of Belgische single werd uitgelicht.